# Рагби 13 репрезентација Бугарске
Рагби 13 репрезентација Бугарске представља Републику Бугарску  у екипном, колизионом спорту, рагбију 13.
Рагби 13 репрезентација Бугарске је тренутно 41. на светској рагби 13 ранг листи. Боје дреса, шорца и чарапа су зелена, црвена и бела.
Рагби 13 репрезентација Бугарске је учесник Балканског купа, а до сада није учествовала, на Светском купу. Највише поена за рагби 13 репрезентацију Бугарске постигао је Антонио Лубенов.
У досадашњој историји Бугарска је два пута играла против Србије у рагбију 13 и оба пута су победили српски тринаестичари. Бугари до данашњег дана, никога нису успели да победе у рагбију 13.

## Историја рагбија 13 у Бугарској
Рагби 13 се појавио у Бугарској 2017.
Прву историјску утакмицу, тринаестичари Бугарске су одиграли у Богородичином граду Београду, престоници Србије, против селекције Грчке у октобру 2017. Резултат је тада био убедљивих 8-68 за Грчку. То је уједно био негативан рекорд и најтежи пораз рагби 13 репрезентације Бугарске.

### Учинак рагби 13 репрезентације Бугарске
| Противник | Одиграно утакмица | Победа Бугарске | Нерешено | Пораз Бугарске |
| --------- | ----------------- | --------------- | -------- | -------------- |
| Србија    | 2                 | 0               | 0        | 2              |
| Грчка     | 1                 | 0               | 0        | 1              |
| Малта     | 1                 | 0               | 0        | 1              |
| Турска    | 1                 | 0               | 0        | 1              |

| Одиграно утакмица | Победа Бугарске | Нерешено | Пораз Бугарске |
| ----------------- | --------------- | -------- | -------------- |
| 5                 | 0               | 0        | 5              |

### Резултати рагби 13 репрезентације Бугарске
- Грчка  - Бугарска  68-8, Београд, 6.10.2017.
- Србија  - Бугарска  50-20, Београд, 8.10.2017.
- Бугарска  - Србија  16-28, Софија, 10.6.2021.
- Турска  - Бугарска  38-16, Турска, 25.9.2022.
- Бугарска  - Малта  6-50, Софија, 8.10.2021.

## Тренутни састав рагби 13 репрезентације Бугарске
- Владислав Паризов
- Тихомиров Симеонов
- Геворг Каспаран
- Павел Благојев
- Себастијан Таджер
- Денис Иванов
- Милен Николов
- Христијан Георгијев
- Ивајило Кристијанов
- Николај Божинов
- Мартин Христов
- Димитри Чанев
- Христо Георгијев
- Георги Коцев
- Антонијо Иванев
- Стефан Аврамов
- Стефан Миленов